# Église de Kivijärvi
L'église de Kivijärvi (en finnois : Kivijärven kirkko) est une église luthérienne située à Kivijärvi en Finlande.

## Description
L'église actuelle de Kivijärvi est historiquement la troisième. Conçue par Theodor Decker  dans un style néogothique, elle est construite  en 1874 par Jaakko Kuorikoski et inaugurée en 1875.
Jaakko Kuorikoski avait conçu 50 ans plus tôt le clocher qui est toujours en fonction.
Le retable est peint par Carl Bengts dans les années 1930.
L'orgue est livrée en 1984 par la fabrique d'orgues du Häme. 